# Pisze Pat idejében
A Pisze Pat idejében (The Days of Perky Pat) Philip K. Dick egyik novellája, amelyet 1963-ban írt, és még abban az évben, az Amazing magazin decemberi számában megjelent. Magyarul a Lenn a sivár Földön című novelláskötetben olvasható.
|  | Alább a cselekmény részletei következnek! |

## Történet
A hidrogénháború túlélői („a mázlisok”) földbe ásott mázlisgödreikben élnek. Időnként segélyszállítmányt hoz nekik egy-egy marsi űrhajó, de egyébként élik saját életüket. A pinole-i mázlisgödörben élő felnőttek kedvenc szórakozása, hogy Pisze Pat nevű babájukkal játszanak. A háború óta gyakorlatilag nincsenek modern eszközök, Pisze Patra próbálják meg levetíteni egykori életüket. A segélyként ledobott alkatrészekből saját maguk készítenek Pisze Pat babájuknak tv-t, fotelt, autót és egyéb cikkeket, majd két család összeül, és egymás ellen játszanak saját babáikkal. Így élik mindennapjaikat a pinole-i mázlisok egészen addig, amíg meg nem hallják, hogy Oakland-ben, az ottani gödörben teljesen más babával játszanak: Connie Cimborával. Norman Schein feleségével felkerekedik, hogy Pisze Patjukkal az oaklandiak Connie Cimborája ellen játsszon a két gödör között félúton fekvő Berkeley-ben. A játék során több meglepetés is éri őket, például míg Pisze Pat csak tinédzser, így csak barátja van, Connie Cimbora már érett nő, és férjével lakik. Szerencsével azonban elnyerik a Connie Cimbora babát, így azzal együtt térnek haza. Pinole-ban azonban nem örülnek annak, hogy egy más babát hoztak be oda, különösen amikor meglátják, hogy Connie Cimbora terhes. Közmegbotránkozás közepette kitagadják őket, így szomorúan elindulnak Oakland-be.

## Háttér
Dick a Barbie baba ötlete alapján írta ezt a novelláját. Szerinte ugyanis a babákat nem szabadott volna gyerekeknek tervezni, hiszen az egy felnőtt miniatürizált változata, így hát itt a felnőttek kezébe adta a játékot. Mint nyilatkozta, talán egy picit vágyott is arra, hogy bekopogtasson hozzá Barbie, Pisze Pat vagy Connie Cimbora.

## Utalások Pisze Patre
Dick Palmer Eldritch három stigmája című könyvében ismét visszatér a Pisze Pat baba.
David Cronenberg 1999-es filmjében, az eXistenZ-ben, ami egy virtuális valóságot létrehozó videójátékról szól, történik utalás Pisze Patre: egy gyorsétterem neve a "Perky Pat's".